# Adolphe Pégoud
Adolphe Célestin Pégoud (n. 13 iunie 1889, Montferrat, Isère, Franța – d. 31 august 1915, Petit-Croix⁠(d), Franche-Comté⁠(d), Franța) a fost un aviator și instructor de zbor francez care a devenit primul as al aviației din istorie în timpul Primului Război Mondial.

## Biografie
Adolphe Célestin Pégoud s-a născut la 13 iunie 1889 în Montferrat, Franța. A servit în Armata Franceză din 1907 până în 1913. Demobilizat pe data de 13 februarie 1913, el a început să zboare imediat și a obținut brevetul de pilot pe 1 martie 1913. Folosind o aeronavă de sacrificiu, Pégoud a fost primul pilot care a făcut un salt cu parașuta dintr-un avion. În timpul primului salt, observând traseul neașteptat al avionului și, în special, o traiectorie sub formă de buclă, el a fost convins că l-ar putea reproduce în zbor. După aterizare, Pégoud s-a adresat reporterilor: „L-am văzut, singur, făcând bucla. Vedeți deci că acest lucru este posibil. Eu voi mai încerca!”.
În calitate de pilot de încercare pentru Louis Blériot, el s-a dedicat acestui scop cu un monoplan Blériot model XI într-o serie de zboruri test ce aveau ca scop să exploreze limitele manevrelor unui avion. Și-a modificat avionul și după un antrenament la sol realist cu „capul în jos”, a efectuat primul zbor inversat pe 1 septembrie 1913.
În ziua de 21 septembrie 1913 a realizat un luping, crezând că este primul din lume. Fapta lui Pégoud a fost, prin urmare, larg mediatizată și considerată de mulți alții a fi prima reușită de acest fel, deși Piotr Nesterov, un pilot militar rus, realizase deja primul luping în data de 9 septembrie 1913, cu 12 zile mai devreme, într-un monoplan Nieuport IV pe un aerodrom militar de lângă Kiev. La scurtă vreme după acest zbor, Pégoud a fost invitat de țarul Rusiei să facă o serie de demonstrații la Moscova, urmate de ședințe de antrenament cu piloții.
Pégoud a devenit un popular instructor de zbor al piloților francezi și din alte țări europene.

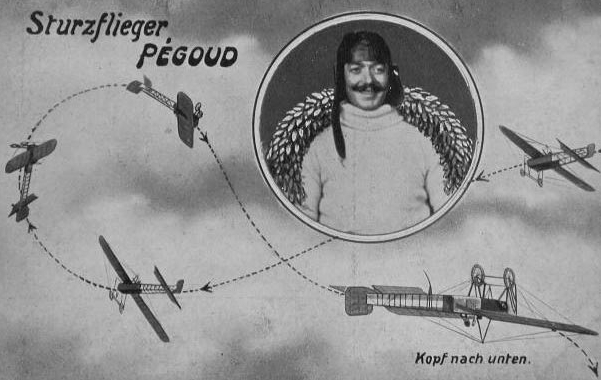
Carte poștală germană de dinainte de război ce prezintă bucla lui Pégoud

La începutul Primului Război Mondial, Pégoud s-a oferit voluntar pentru a zbura cu aeronavele militare și a fost acceptat imediat ca pilot de recunoaștere. Pe 5 februarie 1915, el și trăgătorul său au fost creditați cu doborârea a două avioane germane și obligarea unui al treilea să aterizeze. El a zburat apoi într-un avion cu un singur loc și în luna aprilie a realizat alte două victorii. A șasea victorie a avut loc în luna iulie.

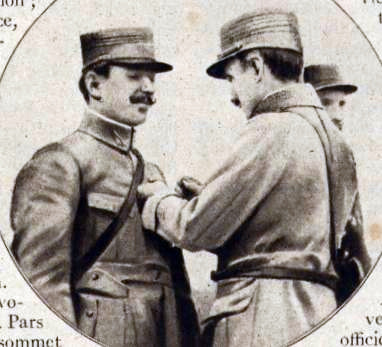
Decorarea lui Pégoud cu Croix de Guerre

Nu se știe câte dintre victoriile lui Pégoud au implicat distrugerea avioanelor inamice, deoarece luptele aeriene de la începuturile aviației erau destul de rare pentru a fi creditate ca motiv al aterizărilor forțate. Cu toate acestea, este sigur că Pégoud, mai degrabă decât Roland Garros (patru victorii documentate), a fost primul pilot care a dobândit statutul de as al aviației.
În dimineața zilei de 31 august 1915, sublocotenentul Pégoud a fost împușcat și ucis cu un glonț în cap în timp ce efectua o manevră de interceptare a unui avion de recunoaștere german la altitudinea de 2.000 de metri deasupra localității Petit-Croix, de la est de Belfort. Avea la acel moment vârsta de 26 de ani. Avionul german era pilotat de unul dintre elevii săi germani de dinainte de război, sergentul (Unteroffizier) Walter Kandulski, iar din echipaj mai făcea parte locotenentul mitralior Von Bilitz. Același echipaj german a aruncat ulterior o coroană mortuară în spatele liniilor franceze. Potrivit unui raport fals, Kandulski ar fi fost doborât două săptămâni mai târziu de către pilotul francez Roger Ronserail. De fapt, Kandulski a supraviețuit Primului Război Mondial.